# Método Hermes
El Método Hermes es una metodología de desarrollo de software basada en el método en V, está orientado a procedimientos, su objetivo principal es brindar apoyo a todos los implicados en la planificación del proyecto, desde el comprador, al director del proyecto y los colaboradores del mismo.
HERMES estructura el desarrollo y la ejecución de un proyecto, especificando los resultados del proyecto y las fases, desde las que derivan las actividades del proyecto, así como las responsabilidades de los participantes. Los métodos usados definen y describen tareas de fases específicas, la superposición de actividades y el manejo de tareas críticas del proyecto. Para esto diferentes sub-modelos se han adoptado, como lo son la gestión de riesgos y proyectos de comercialización.
La aplicación de HERMES mejora la transparencia del proyecto. Facilita el seguimiento de los avances del proyecto y permite correcciones más rápidas y específicas a realizar durante el curso del proyecto, si se presentan. Puede además ser en extremo personalizado mediante el uso de la herramienta PowerUser. 

## Introducción
Siguiendo el ejemplo del gobierno Británico y el alemán, el gobierno de Suiza ha desarrollado su propio método de gestión de proyectos denominado- HERMES. El primer dominio de aplicación son los proyectos de software. HERMES ha estado en uso desde 1975, con revisiones en 1986, 1996 y la última en 2003 con el fin de asegurar la calidad y buena funcionalidad.
"HERMES, sistema de gestión y ejecución de proyectos en el ámbito de las TIC" es un estándar abierto de la administración federal de Suiza que apoya los proyectos brindando los requisitos más actuales. Es una solución completa, que satisface las necesidades de la mayoría de los proyectos y gestores de proyectos. Se está trabajando para integrar RUP o Proceso Unificado de Racional en HERMES. La documentación completa está disponible en línea y en la herramienta HERMES PowerUser.

## Método de proceso para apoyo
En el mundo de procesos de las organizaciones y las empresas, el desarrollo de procesos a menudo toma una posición importante. Grandes demandas se exigen a los responsables de los procesos para su aplicación, a menudo las soluciones a los procesos son muy complejas por el dominio de estos procesos y los procedimientos metódicos que se necesitan. Para el manejo de estas soluciones herramientas como HERMES, son esenciales.
El gráfico muestra la estructura de un proyecto mediante el método de HERMES. Las fases del proyecto se adaptan a las características individuales de cada tipo de proyecto. Los resultados se dan al final de cada fase están listos para la sincronización entre el estado del proyecto y el proceso de desarrollo de la solución.
Dependiendo del ambiente del proceso existente en el que HERMES se tenga que integrar y aplicar como método de proceso, puede entonces también servir como interfaz con los procesos que le rodean, por ejemplo, como proveedor, gestor y otros. Para que esto sea posible es indispensable la comunicación entre los procesos y la documentación

## Los 3 ángulos de un proyecto
HERMES está orientado a resultados. Basándose en los objetivos generales del tipo de proyecto, los resultados del proyecto (finales e intermedios) deberían, cuando se aplica un enfoque profesional, surgir en el transcurso de un proyecto.
El enfoque orientado a resultados previene actividades que son innecesarias o que no están orientadas hacia el resultado deseado, proporcionando entonces una importante contribución al desarrollo eficaz del proyecto y a la ejecución.
Se propone entonces que un proyecto debe ser visto desde varios ángulos:

• Visto desde los resultados obtenidos

• Visto por los procedimientos

• Visto desde los diferentes roles

Estos ángulos están unidos entre sí y son interdependientes. Un jefe de proyectos por lo tanto siempre considera todas las perspectivas.
Todo proyecto comienza con una «entrada»(por ejemplo, un proyecto con un problema que necesita solución), entonces los resultados son generados en pasos progresivos, que conducen a la «salida» (solución del problema).
Las actividades y fases de trabajo se moldean en la forma denominada estructura de desglose, la cual combina los tres ángulos y debe proporcionar lo siguiente:

• Definición de un procedimiento (estructura de trabajo)

• Previsualización de los resultados en la forma de una lista para verificar

• Asignación de recursos y roles

Esta información constituye la base fundamental para la planificación de un procedimiento fiable para la resolución de problemas.

## Modelo de fases
El contenido y el tiempo para ejecutar un proyecto en muchos casos es altamente complejo. Con el fin de permitir una planificación fiable y seguimiento de la actividad que tenga lugar, es necesario adoptar varias medidas básicas:

• Subdivisión del proyecto en varias partes, o también llamadas fases.

• Creación de distintos puntos de decisión donde se definen claramente los resultados se presentan para la toma de decisiones.

• Generación de una serie de toma de decisiones y de procedimientos que puedan adaptarse para la solución del problema.

• Construcción de una organización con roles y responsabilidades definidos.

HERMES utiliza un proceso orientado a fases dependiendo de los diferentes tipos de proyectos. Establece entonces que las fases del proyecto deben de buscar crear resultados y apegarse a los puntos establecidos en el proceso de toma de decisiones. De forma que un proyecto se estructurará al final por la toma de decisiones de cada fase, esto quiere decir que al terminar cada fase se decidirá si se deben liberar los resultados y continuar para evaluarlos o no. No sólo el número de fases, sino también su contenido dependerá de los requisitos del tipo de proyecto.
El modelo básico de fases en HERMES consta de seis fases, los pasos 3 y 4 pueden variar dependiendo del tipo de proyecto (desarrollo o adaptación):

1. Inicialización

2. Pre-análisis

3. Concepto / Evaluación

4. Realización / Implementación

5. Despliegue

6. Finalización

## Sub-modelos
Las actividades que conducen un proyecto, brindan resultados específicos de ciertas tareas, sirven para manejar actividades y roles se agrupan en submodelos para su adecuado manejo.
El número de submodelos que existen dependen de cada proyecto. Los 5 submodelos básicos de HERMES que también se pueden aplicar a un proyecto del desarrollo de sistemas son:

• Gestión de proyectos

• Gestión de riesgos

• Garantía de calidad

• Gestión de configuración

• Comercialización de proyectos

Para cada tipo de proyecto, HERMES describe un sub-modelo de resultados específicos del proyecto, así como las actividades adecuadas, responsabilidades y roles que les pertenecen. Las actividades de los sub-modelos están integrados en la Estructura de Desglose del Trabajo (EDT) (en inglés Work Breakdown Structure, WBS)